# Sperrmüll (1991)
Sperrmüll ist ein Dokumentarfilm des DEFA-Studios für Dokumentarfilme von Helke Misselwitz aus dem Jahr 1991.

## Handlung
Die Dreharbeiten zu diesem Film beginnen im Frühsommer 1989. Die vier Musiker der Berliner Gruppe Sperrmüll sitzen vor einem Fernsehgerät und sehen sich ein Video mit ihrer Musik vom Dezember 1988 an. Das interessanteste an ihrer Performance ist, dass diese vorrangig auf Fundsachen aus dem Sperrmüll getrommelt wird, weshalb auch der Bandname gewählt wurde. Zu den Bandmitgliedern gehören ein Verkäuferlehrling, ein Elektromonteurlehrling, einer mit der bereits abgeschlossenen Lehre für den Beruf eines Instandhaltungsmechanikers, den er aber nicht mehr ausübt und dann noch Enrico, der seine Lehre im März abgebrochen hat, um sich hauptsächlich der Punkmusik zu widmen. Besonders um Enrico und dessen Mutter wird sich dieser Film drehen.
Am Tag der Hochzeit lernen wir Angelika Idzikowski aus Ost-Berlin und ihren zukünftigen Mann Heinz Richter aus West-Berlin kennen. Die Kamera begleitet sie bei den Vorbereitungen zur Trauung im Standesamt Berlin-Friedrichshain. Der Antrag für eine Drehgenehmigung vor dem Standesamt, wird durch die Abteilung Inneres abgelehnt, da eine Trauung zwischen einem DDR-Bürger und einem Westberliner nicht DDR-typisch ist. Als Ersatz wird ein Dreh mit der Hochzeitsgesellschaft auf einem Rummel organisiert, bei dem auch die Gruppe Sperrmüll spielt.
Es folgt ein Gespräch mit Enrico und seiner Mutter in ihrer Wohnung, die in Sichtweite des Frankfurter Tores liegt. Hier erzählt Angelika, dass sie ursprünglich Sängerin werden wollte, bereits ein Studium begonnen hatte, dieses jedoch wegen der Belastung mit zwei Kindern abbrach, was sie heute sehr bereut. Der Name Enrico hat aber etwas mit ihrer Liebe zur Musik zu tun, wenn dieser auch eine andere Musikrichtung bevorzugt. Auch kommt das Gespräch darauf, dass Angelika in wenigen Tagen zu ihrem Mann nach West-Berlin ziehen wird. Enrico wird nicht mit ihr ziehen, da er im Ostteil Berlins eher seine Zukunft sieht. Der Abschied von seiner Mutter wird ihm nicht so sehr schwerfallen, da sich in der letzten Zeit ein eher freundschaftliches Verhältnis entwickelt hat und nicht mehr das Mutter-Sohn-Verhältnis im Vordergrund steht. 
Kurz vor der Ausreise nach West-Berlin erzählt Angelika noch vor der Kamera, dass sie das erste Mal im Alter von 24 Jahren geheiratet hat und von ihrem Mann sehr verwöhnt wurde mit Geld, Schmuck und Reisen nach Ungarn und Bulgarien, aber dass es auch vorkam, dass er sie verprügelte. Sie war Hausfrau und als sie wieder im Friedrichstadt-Palast zu arbeiten begann, war das der Beginn der Trennung. Bei Heinz, der ein Arbeiter ist, fühlt sie sich geborgen. Er gibt ihr viel Liebe, die er aber auch erwidert haben möchte. Am Tag der Ausreise aus der DDR bringt Enrico seine Mutter und Heinz zum sogenannten Tränenpalast, der Grenzübergangsstelle am Bahnhof Friedrichstraße. In den folgenden Wochen und Monaten verlassen viele Tausende auf nicht legalen Weg die DDR.
Am 12. Oktober 1989 erzählt Enrico vor der  Gethsemanekirche in Berlin-Prenzlauer Berg in einem Interview mit der Regisseurin Helke Misselwitz, weshalb er selbst am 8. Oktober 1989 an gleicher Stelle mit vielen anderen demonstriert und was er dabei erlebt hat. Untermalt wird dieses Interview mit originalen Filmaufnahmen der vergangenen Tage. Trotz der gewalttätigen Maßnahmen der DDR-Behörden hat es Enrico bisher nicht bereut in der DDR geblieben zu sein. Auch andere Bürger in und vor der Kirche berichten vor der Kamera von ihren Absichten und den Vorkommnissen der letzten Tage.
Am Heiligabend des Jahres 1989, die Grenzen sind seit dem 9. November geöffnet, begleitet das Filmteam Enrico auf seinem Weg zu seiner Mutter in West-Berlin. Dabei wird er auch auf dem Weg durch den Tränenpalast bis zur S-Bahn begleitet. Bereits hier erzählt er, dass ihm die ganze Geschichte viel zu schnell geht und dass er es Schade finden würde, wenn es hier zu einer schnellen Vereinigung beider deutschen Staaten kommt. Die jetzt bestehenden Chancen für die DDR würden dadurch nicht zum Tragen kommen. In der Bahn erzählt er noch, dass er aus der Gruppe Sperrmüll aussteigt, da sie sich selbst nicht mehr richtig verstehen und er bereits eine neue Stelle in einer anderen Band als Gitarrist hat. Seine Mutter hatte er das erste Mal bereits am Tag der Maueröffnung besucht, als er zufällig an diesem Abend in West-Berlin landete.
Mit der offenen Grenze kann auch Angelika wieder befragt werden, wie es ihr bisher ergangen ist. Sie arbeitet jetzt in der Kinderbetreuung und auf dem Weg nach Hause erzählt sie, dass ihr die Umstellung zum Anfang sehr schwergefallen ist. Hier muss sie nach der Arbeit einkaufen gehen und eine warme Mahlzeit kochen, was in der DDR nicht erforderlich war, da in den Schulen und Betrieben immer eine Versorgung gesichert war. Auch die Anforderungen an den Menschen sind im Westen viel höher, im Osten hat man doch ruhiger gelebt. Die erste Zeit in West-Berlin hat sie mit ihrem Mann in einem Wohnwagen in der Garage gewohnt, bis sie eine neue Wohnung beziehen konnten. Dieser Stress hat sie aber noch mehr mit Heinz zusammengeschweißt. Bereut hat sie ihren eingeschlagenen Weg bisher nicht.
Kurz vor den letzten Volkskammerwahlen in der DDR 1990 werden auch noch einmal die ehemaligen Musiker von Sperrmüll befragt, was sie wählen wollen. In einem sind sie sich einig, dass es auf jeden Fall eine linke Partei sein wird und eine Vereinigung mit der Bundesrepublik für sie nicht in Frage kommt. Es folgt ein längeres Interview, in dem Enrico über die vergangenen Monate und seine Pläne für die Zukunft berichtet. Mit dem Gang Enricos zum Wahllokal endet der Film.

## Produktion und Veröffentlichung
Die Dramaturgie lag in den Händen von Gerd Kroske. Die gezeigten Dokumentaraufnahmen stammen aus dem Archiv der Aktuellen Kamera des Deutschen Fernsehfunks.
Als Musikinterpreten wirkten die Gruppe Sperrmüll mit den Mitgliedern Enrico Idzikowski, Tilo Ciesla, Sascha Grohmann und Mirko Becher, sowie die Gruppe Bolschewistische Kurkapelle schwarz-rot.
Sperrmüll wurde von der KAG Kinobox als Farbfilm gedreht und hatte seine Erstaufführung am 11. Mai 1991 im Berliner Kino Babylon

## Kritiken
Das Lexikon des internationalen Films schreibt über den Film:

„Ein einfühlsamer Dokumentarfilm, der liebevoll Menschen porträtiert; auf sympathische Weise bricht er eine Lanze für viele von der politischen Entwicklung der deutschen Wiedervereinigung überrollte Menschen.“

Anlässlich einer Aufführung im Jahr 2017 wird Sperrmüll vom Filmmuseum Potsdam als einfühlsames Familienporträt und ein einzigartiges Zeitzeugnis bezeichnet.